# تشونتشونا بيافانيي
تشونتشونا بيافانيي (بالإسبانية: Chunchuna Villafañe)‏ مواليد 9 أبريل 1940 في بوينس آيرس، الأرجنتين، هي ممثلة أرجنتينية بدأت مسيرتها الفنية عام 1971. هي أيضا عارضة أزياء ومهندسة معمارية.

## سيرتها

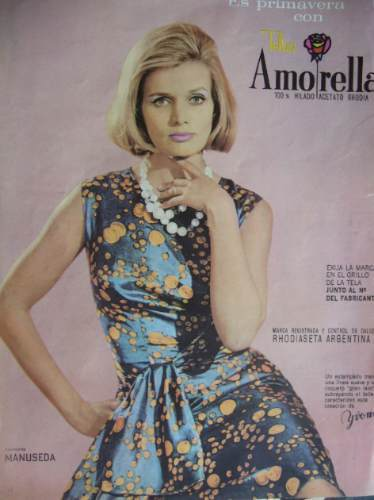
تشونتشونا بيافانيي في أحد المنشورات الإشهارية سنة 1964

تنتسب تشوتشونا إلى عائلة أرجنتينية تضم أعلاما من السياسة و الفن. والدها كان ضابطا في الجيش، و تلقت تعليمها الأولي في مدرسة القلب المقدس في بوينس آيرس. في الستينات، اشتغلت كعارضة في مجال الإشهار و فرضت نفسها كأيقونة للمرأة الأرجنتينية، خلال تلك الحقبة. أنجبت من قرانها بمغني التانجو أوراسيو مولينا بنتين: خوانا مولينا بيافانيي، و التي أصبحت لاحقا مغنية و ممثلة كوميدية مرموقة، و إيناس مولينا بيافانيي، التي سلكت أيضا مجالي الموسيقى و المسرح، سيرا على خطى والدتها.

كانت تشونتشونا فنانة قريبة من الأحداث السياسية التي طبعت تاريخ الأرجنتين في الستينات والسبعينات. ساهمت في الأعمال الإنسانية و الاجتماعية التي كان يقودها الأب الملتزم كارلوس موخيكا في ضاحية بيا 31 (Villa 31) المهمشة في بوينس آيرس، و كانت ضمن المجموعة التي رافقت الرئيس خوان بيرون في رحلة عودته الجوية سنة 1972.

بعد انقلاب 1976 العسكري، غادرت بيافانيي الأرجنتين، رفقة عائلتها، هربا من تهديدات وجهت إليها. استقرت بمدريد، ثم باريس. عادت إلى بلدها، بعد عودة الديمقراطية، و كان أول أعمالها فيلم التاريخ الرسمي، من إخراج لويس بوينسو، حيث أدت دورا ثانيا، يحاكي سيرتها الذاتية. فاز الفيلم بجائزة أوسكار لأحسن فيلم أجنبي سنة 1986، و فازت تشونتشونا بفضل أدائها بترشيح لجائزة الكوندور الفضي و بجائزة أحسن دور ثان في مهرجان شيكاغو السينمائي.

تنوعت أعمالها، بعد ذلك، بين المسرح و السينما و التلفزيون، بل و كانت لها أيضا تجربة في برامج الديكور و الهندسة المعمارية، عبر برنامجها التلفزيوني اسلوب تشونتشونا Estilo Chunchuna.

## أعمالها
- و سيم من سنوات 1900 (1971) Un guapo del 900
- لا تلمسوا الطفلة (1976) No toquen a la nena
- التاريخ الرسمي (1985) La historia oficial (الدور: آنا)
- لم يسبق لي أن كنت في فيينا (1989) Nunca estuve en Viena (الدور: كارولينا)
- حيوات خاصة (2001) Vidas privadas (الدور: صوفيا أورانغا)
- ميكايلا، فيلم سحري (2002)Micaela, una pelicula magica (الدور: جدة ميكايلا)

## الترشيحات والجوائز
| السنة | الحدث                                | الفئة                                                | النتيجة |
| ----- | ------------------------------------ | ---------------------------------------------------- | ------- |
| 2003  | جائزة جمعية نقاد السينما الأرجنتينية | الكوندور الفضي لأحس دور ثان عن دورها في "حيوات خاصة" | فوز     |

## وصلات خارجية
- تشونتشونا بيافانيي على موقع IMDb (الإنجليزية)
- تشونتشونا بيافانيي على موقع قاعدة بيانات الفيلم (الإنجليزية)

صفحة تشونتشونا بيافانيي من موقع imdb